# Clostridium cellulofermentans
Clostridium cellulofermentans è una specie di batterio appartenente alla famiglia delle Clostridiaceae.